# Flizzy
Flizzy ist das 14. Soloalbum des Berliner Rappers Fler. Es erschien am 23. März 2018 über sein eigenes Label Maskulin Music Group als Standard- und Premium-Edition sowie als Limited-Fanbox und wird von Groove Attack vertrieben.

## Produktion
Das Album wurde unter anderem von den Musikproduzenten Iad Aslan, Simes Branxons, Bad Grooves, The Cratez und Maxe produziert.

## Covergestaltung
Das Albumcover ist in Schwarz-weiß gehalten und zeigt Fler, der in einem schwarzen Rolls-Royce mit geöffneter Tür sitzt. Er trägt einen Pelzmantel und sieht den Betrachter an. In der Mitte des Bildes steht der weiße Schriftzug Flizzy.

## Gastbeiträge
Auf acht bzw. zehn Liedern des Albums treten neben Fler weitere Künstler in Erscheinung. So ist der Rapper Farid Bang, mit dem Fler zuvor jahrelang in Streit lag, am Song AMG beteiligt. Auf Big Dreams ist der US-amerikanische Rapper Rick Ross zu hören, während der Sänger Remoe einen Gastauftritt beim Track Real Madrid hat. Der Rapper Shen, früher unter dem Namen G-Hot bekannt, unterstützt Fler auf Rolies & Lambos. Auf dem Lied Subkultur ist der Berliner Rapper Prinz Pi vertreten, und Flers Labelkollege Jalil hat auf Ice Cream einen Gastbeitrag. Keine Träne ist eine Kollaboration mit dem Rapper Azad, während Fler auf Interstellar mit dem Rapper Nimo zusammenarbeitet. Zudem sind auf der Premium-Edition Sinan-G (Wayyy) und nochmals Remoe (Tag eins) zu hören.

## Titelliste
| #  | Titel              | Gastmusiker | Länge |
| -- | ------------------ | ----------- | ----- |
| 1  | Flizzy             |             | 3:01  |
| 2  | Timing             |             | 2:58  |
| 3  | Pfirsich           |             | 3:24  |
| 4  | Big Dreams         | Rick Ross   | 3:50  |
| 5  | AMG                | Farid Bang  | 3:29  |
| 6  | Late Check-Out     |             | 3:16  |
| 7  | Keine Träne        | Azad        | 4:12  |
| 8  | Doboy              |             | 3:22  |
| 9  | Interstellar       | Nimo        | 3:26  |
| 10 | Highlevel Ignoranz |             | 3:36  |
| 11 | Rolies & Lambos    | Shen        | 3:06  |
| 12 | Ice Cream          | Jalil       | 3:40  |
| 13 | Subkultur          | Prinz Pi    | 3:12  |
| 14 | Real Madrid        | Remoe       | 3:36  |

Bonussongs der Premium-Edition:
| #  | Titel    | Gastmusiker | Länge |
| -- | -------- | ----------- | ----- |
| 15 | Wayyy    | Sinan-G     | 3:48  |
| 16 | Stapel   |             | 3:01  |
| 17 | Tag eins | Remoe       | 3:49  |

+ Instrumentals

## Chartplatzierungen und Singles
Flizzy stieg am 30. März 2018 auf Platz 4 in die deutschen Charts ein, wobei der Verkauf der Deluxe-Boxen nicht mit einberechnet wurde. Es konnte sich fünf Wochen in den Top 100 halten. In Österreich und der Schweiz belegte das Album Rang 2 bzw. Position 3.
Am 17. November 2017 wurde der Song Tag eins als erste Single zum Download ausgekoppelt und erreichte Platz 90 der deutschen Charts. Die zweite Auskopplung Highlevel Ignoranz folgte am 15. Dezember 2017. Am 12. Januar 2018 erschien die dritte Single AMG, die Rang 19 der deutschen Charts belegte. Der Song Big Dreams wurde am 2. Februar veröffentlicht und erreichte Position 67, bevor am 23. Februar 2018 die fünfte Single Late Check-Out ausgekoppelt wurde. Am 9. März 2018 erschien mit Pfirsich die sechste Auskopplung, die Platz 95 belegte. Zudem stieg der Titelsong Flizzy nach Albumveröffentlichung auf Position 65 in die Charts ein.

## Rezeption
| Professionelle Bewertungen | Professionelle Bewertungen |
| -------------------------- | -------------------------- |
| Kritiken                   |                            |
| Quelle                     | Bewertung                  |
| Juice                      | [ 4 ]                      |
| laut.de                    | [ 5 ]                      |
| rappers.in                 | [ 6 ]                      |

Maximilian Fritz von laut.de bewertete Flizzy mit zwei von möglichen fünf Punkten. Er kritisiert vor allem die fehlende Themenvielfalt und die schwachen Texte, die sich „zwei Stufen unter dem ohnehin limitierten Trap-Status Quo“ befinden, „was den Unterhaltungswert zwangsweise begrenzt“. Lediglich die Songs mit Gastbeiträgen würden mehr Abwechslung bringen und besser funktionieren. Die Produktion wird aber als „standesgemäß“ gut bezeichnet.
Auf rappers.in gab Yannik Gölz Flizzy drei von möglichen sechs Punkten. Zwar sei das Album klanglich „eingängig und druckvoll […] und auch die Produktion gibt sich gewohnt hochkarätig“, doch unterliege Fler thematisch „endgültig den fehlenden Ideen“ und ende „in gähnender Langeweile“, weil sich viele Lieder sehr ähnelten. Lediglich die Gastbeiträge von Azad und Prinz Pi werden gelobt. Insgesamt fehlten vor allem der „Hunger und die Energie“ des Vorgängeralbums Vibe.
Der Redakteur Lukas Päckert von MZEE kritisierte, dass „neben starken Hooks und Beats ein äußerst fader Beigeschmack sowie einige Zeilen zum Fremdschämen erhalten sind.“ Der Künstler hätte sich seiner Meinung nach „mit seiner Rückkehr vielleicht nicht den größten Gefallen getan,“ denn das Vorgängeralbum Vibe sei „dagegen doch das weitaus bessere Gesamtpaket.“